# Fredrik Barth

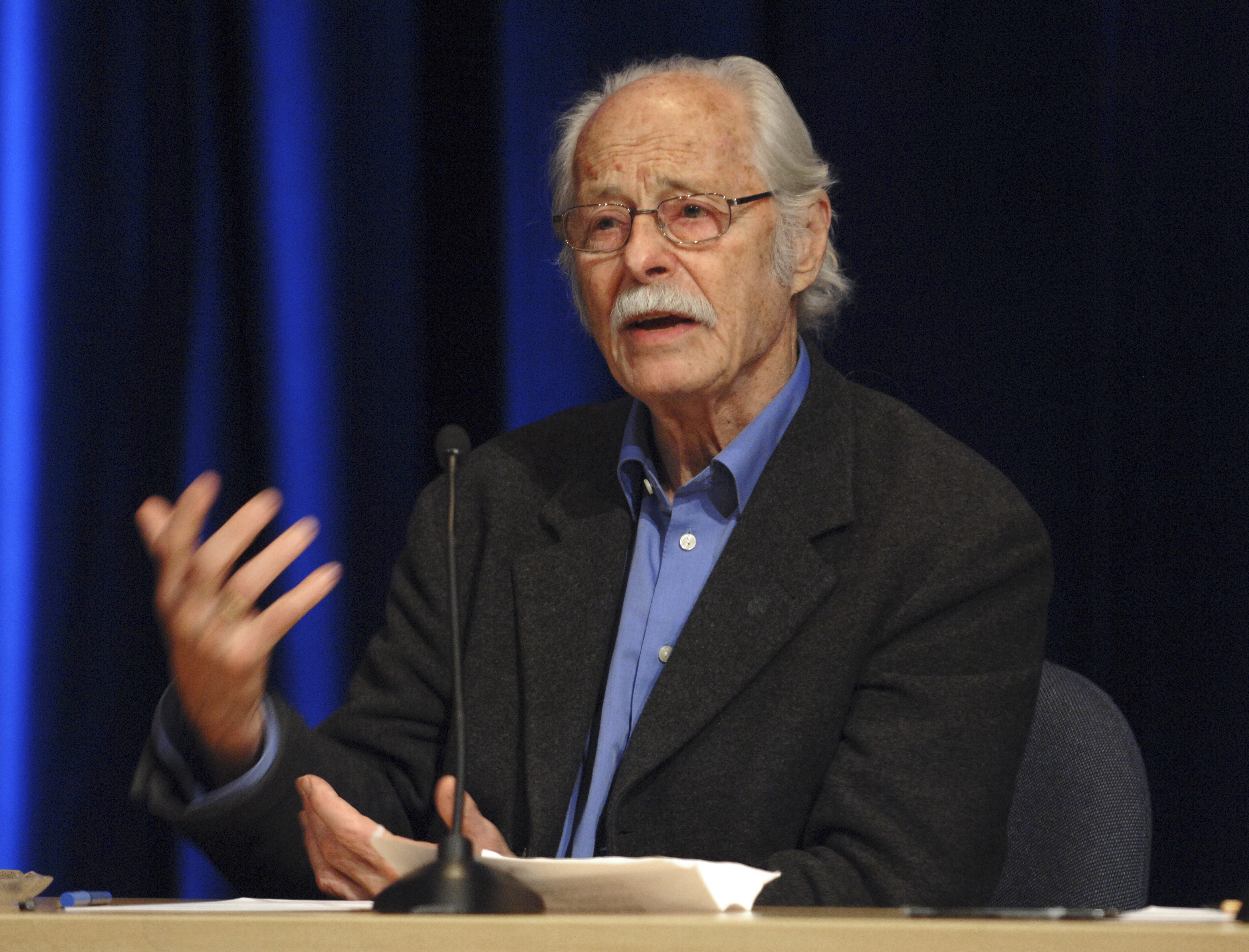

Thomas Fredrik Weybye Barth (1928-) là nhà nhân học xã hội gốc Na Uy, với công trình nghiên cứu về biên giới lịch sử và địa lý giữa các nhóm sắc tộc được đánh giá như phát kiến tầm cỡ Nicolaus Copernicus trong ngành khoa học xã hội. Hiện ông là giáo sư ở khoa nhân học Đại học Boston, trước đây từng là giáo sư ở Đại học Oslo, Đại học Bergen - nơi ông giúp lập ra khoa nhân học, Đại học Emory và Đại học Harvard.
Trước đó, giới xã hội học hầu như không nhắc đến khái niệm ethnic, tạm dịch là sắc tộc hay dân tộc. Đa phần các nghiên cứu về khác biệt văn hóa đều theo cách nhìn từ trong ra, cho rằng các nhóm xã hội sở hữu những đặc tính văn hóa riêng tạo ra sự khác biệt: ngôn ngữ chung, tập quán sống, tôn giáo, hệ đo lường, di sản, lịch sử, ẩm thực, v.v. Văn hóa được coi như là thể bền vững, ít biến đổi, và khác biệt văn hóa là sở hữu của nhóm. Thế nhưng tác phẩm Các nhóm sắc tộc và ranh giới của Barth đã đưa ra cách nhìn hoàn toàn mới, từ bên ngoài vào, cho rằng chính sự tương tác với các nhóm mới là nguyên nhân tạo ra sự khác biệt và khiến các khác biệt đó trở nên có thể nhận biết và có ý nghĩa xã hội. Từ đó, các nghiên cứu về sắc tộc không còn đi phân tích nội dung văn hóa (ví dụ kết cấu ngôn ngữ, hình dạng đặc biệt của trang phục cổ truyền, nguồn gốc của thói quen ẩm thực) và chuyển sang tập trung vào các ranh giới văn hóa và giao tiếp xã hội. Theo đó ranh giới giữa các nhóm người là một quá trình thương lượng liên tục. Barth muốn thay thế cách nhìn trước đó của ngành nhân học về văn hóa như một quần thể giới hạn mà sắc tộc là nhóm sơ khai, nhấn mạnh rằng các nhóm không bị phân chia đứt đoạn về văn hóa.
Một đoạn trong phần mở đầu của công trình mang tính đột phá Ethnic Groups and Boundaries xuất bản ăm 1969 định nghĩa như sau: Tâm điểm phê bình của quá trình nghiên cứu, nhìn từ quan điểm của công trình này, sẽ là chính vùng biên sắc tộc định nghĩa các nhóm, chứ không phải những thể loại văn hóa mà các nhóm đang dung chứa. Các vùng biên mà chúng ta cần chú ý tất nhiên là các vùng biên xã hội, mặc dù chúng cũng có những loại hình tương ứng về mặt địa lý lãnh thổ. Nếu một nhóm vẫn giữ được bản sắc của mình khi thành viên tương tác với các nhóm khác, thì điều này đặt ra các tiêu chuẩn để xác định tư cách thành viên và cách thức thể hiện tư cách thành viên và loại trừ những người khác. Các nhóm sắc tộc không hoàn toàn hay nhất thiết phải dựa trên cơ sở chiếm giữ những vùng lãnh thổ riêng biệt; và những hình thức khác nhau để bảo tồn, không chỉ nhận thành viên một lần cho tất cả về sau mà là quá trình thể hiện và đánh giá liên tục, cần phải được phân tích.
Trong số các công trình nghiên cứu gần đây của Barth có các phân tích từ góc độ "hợp đồng xã hội" của tiến trình chính trị ở thung lũng Swat của Pakistan, hay các thay đổi kinh tế vi mô và hoạt động kinh doanh ở vùng xung đột Darfur của Sudan, có thể được coi là khuôn mẫu cho ngành nhân học kinh tế. Ngoài ra Barth cũng có kinh nghiệm nghiên cứu thực địa ở Bali, New Guinea và các nước Trung Đông. Vợ của ông là Unni Wikan, cũng đang là giáo sư ngành nhân học xã hội ở Oslo, Na Uy. Bản thân ông là con trai của giáo sư địa lý Tom Barth và cháu của giáo sư động vật học Edvard Kaurin Barth.